# Sepins
Sepins é uma povoação portuguesa do Município de Cantanhede que foi sede da extinta Freguesia de Sepins, freguesia que tinha 10,99 km² de área e 1 076 habitantes (2011), e, por isso, uma densidade populacional de 97,9 hab./km². 
A Freguesia de Sepins foi extinta em 2013, no âmbito de uma reforma administrativa nacional, tendo sido agregada à Freguesia de Bolho para formar uma nova freguesia denominada União das Freguesias de Sepins e Bolho da qual é a sede.
Situada no limite leste do respetivo município, a 12 quilómetros da cidade de Cantanhede, a Freguesia de Sepins era constituída pelos lugares de:
- Sepins
- Escapães
- Espinheiro
- Olho.

No limite nascente do seu município, sendo atravessada pela auto-estrada A1 e onde se situa a portagem Mealhada/Cantanhede, a Freguesia de Sepins tinha por vizinha mais chegada a Freguesia de Ventosa do Bairro do Município de Mealhada, no lado nascente da auto-estrada.

## História
A primeira referência escrita relativa a Sepins remota ao século XII, constando num documento de Março 1129 onde se menciona a povoação de Alfora, actual lugarejo da freguesia.
A igreja de Sepins foi doada à Sé de Coimbra em 12 de Julho de 1086 pelos fundadores Martinho Iben Atumad e sua mulher Munnia Zulemen, sendo um priorado da apresentação do cabido da Sé de Coimbra.
Do acervo patrimonial de Sepins são de referir: a Casa dos Távoras, as ruínas de moinhos de água e de vento, as várias capelas, os cruzeiros e a “Cova do Moura” que de acordo com a tradição, foi uma galeria escavada pelos mouros, para se esconderem, e que tem cerca de 8 quilómetros.
Como registos históricos, sublinha-se um edifício secular denominado de Casa dos Távoras, que a fazer fé no nome, terá pertencido à ilustre, nobilíssima e poderosa família dos Távoras, perseguida e destroçada pelo absolutismo do rei D. José e pelo seu ministro Sebastião José de Carvalho e Melo, marquês de Pombal.

## Demografia
Razoavelmente populosa, a localidade sofreu um ligeiro recuo demográfico durante os anos oitenta, ao passar de 1329 moradores, em 1981, para 1276, dez anos depois, alojados em 500 habitações, estimando a autarquia que actualmente residem em Sepins cerca de 1450 habitantes. A esta dificuldade de crescimento demográfico não será alheio o fenómeno da emigração, que em Sepins tem também a sua expressão, com a saída de muitos dos seus naturais para terras de França, Suíça, Luxemburgo, Canadá e Estados Unidos, acontecendo o mesmo também que em muitas outras freguesias, ou seja o fenómeno inverso, de regresso de alguns deles, que passam a aplicar as suas economias na construção de habitação própria, ou então em actividades donde possam tirar proveitos, como o comércio e a agricultura.
Segundo os dados do Censo de 1991, a povoação mantinha ainda razoáveis níveis no aspecto demográfico, ao apresentar uma percentagem de 35,5% ocupada pela faixa etária dos mais jovens, que compara positivamente com a fatia populacional representada pelos mais idosos que se cifrava em cerca de 17%.
Incidindo agora a perspectiva sobre o grau educacional da mesma população, verifica-se que a taxa de analfabetismo se localizava em 13,6%, ao mesmo tempo que o grupo de habitantes que tinham concluído apenas o 1º ciclo de escolaridade atingia 49%, restando para os mais letrados, possuidores do ensino secundário ou superior, a percentagem de 11%.

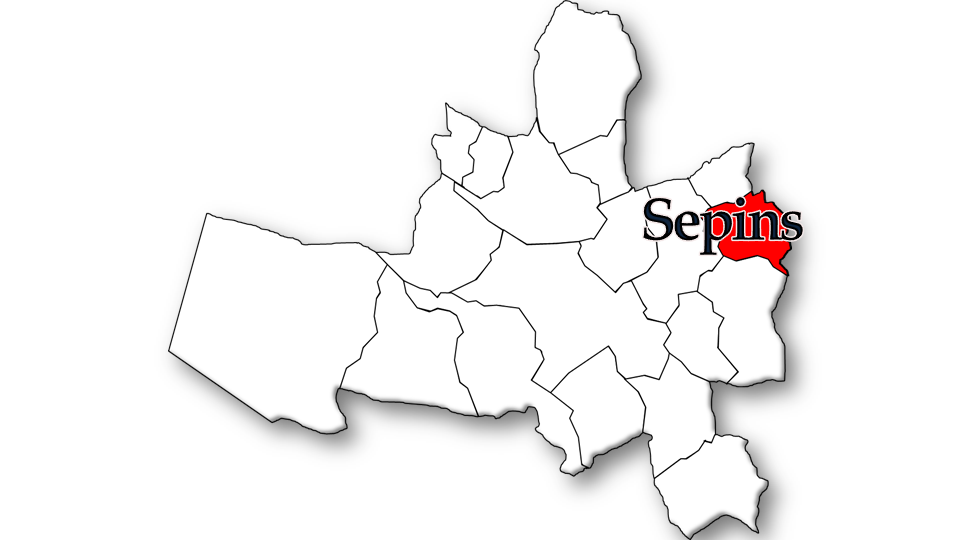
Localização no Município de Cantanhede

## População

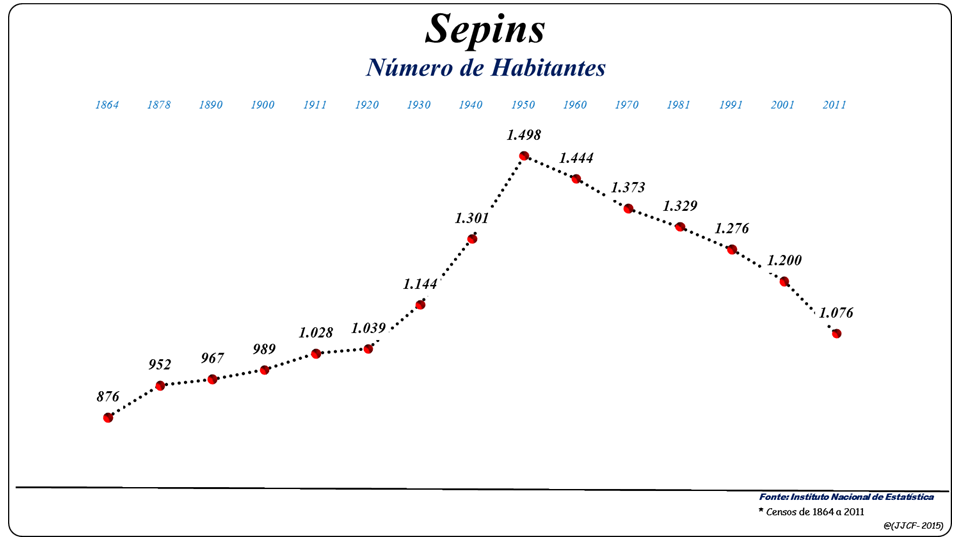
Evolução da População (1864 / 2011)

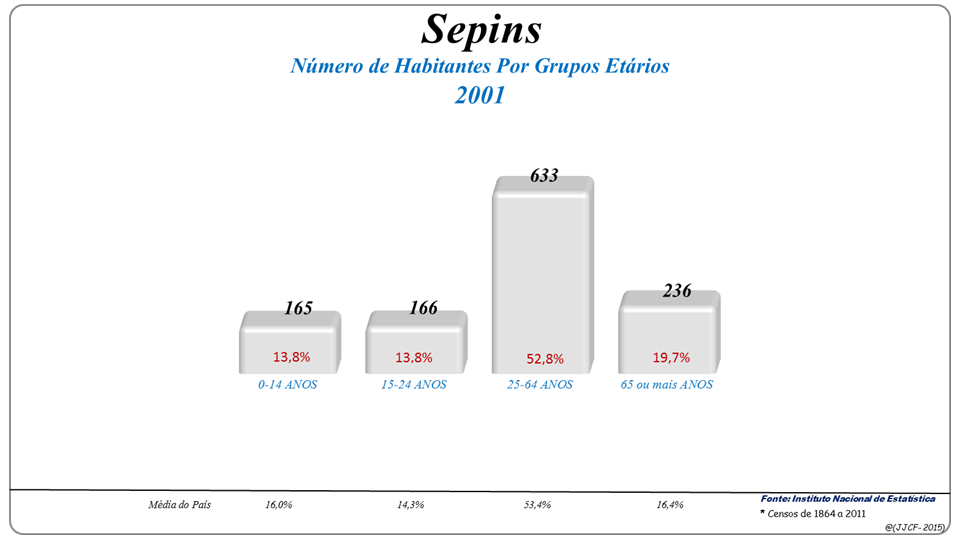
Grupos Etários (2001 e 2011)

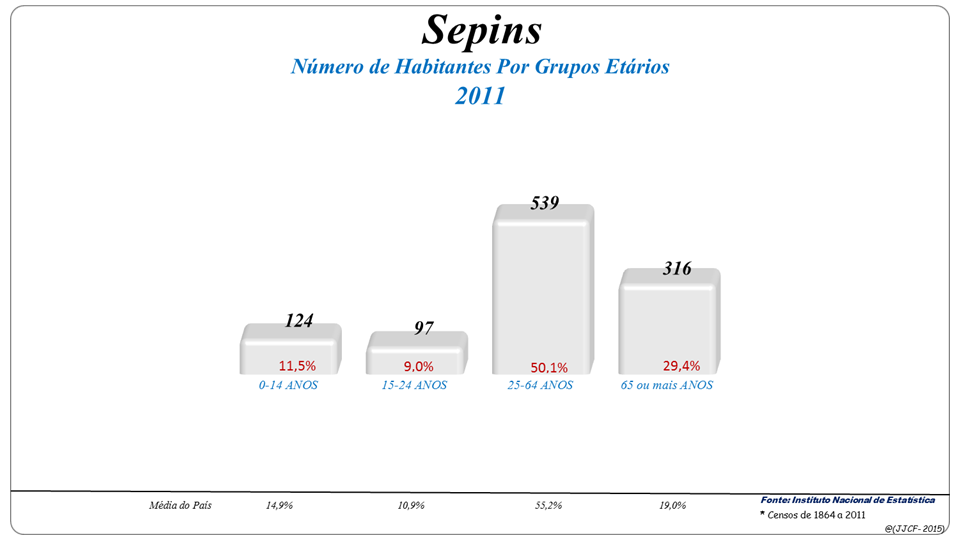
Grupos Etários (2001 e 2011)

| População da freguesia de Sepins | População da freguesia de Sepins | População da freguesia de Sepins | População da freguesia de Sepins | População da freguesia de Sepins | População da freguesia de Sepins | População da freguesia de Sepins | População da freguesia de Sepins | População da freguesia de Sepins | População da freguesia de Sepins | População da freguesia de Sepins | População da freguesia de Sepins | População da freguesia de Sepins | População da freguesia de Sepins | População da freguesia de Sepins |
| -------------------------------- | -------------------------------- | -------------------------------- | -------------------------------- | -------------------------------- | -------------------------------- | -------------------------------- | -------------------------------- | -------------------------------- | -------------------------------- | -------------------------------- | -------------------------------- | -------------------------------- | -------------------------------- | -------------------------------- |
| 1864                             | 1878                             | 1890                             | 1900                             | 1911                             | 1920                             | 1930                             | 1940                             | 1950                             | 1960                             | 1970                             | 1981                             | 1991                             | 2001                             | 2011                             |
| 876                              | 952                              | 967                              | 989                              | 1 028                            | 1 039                            | 1 144                            | 1 301                            | 1 498                            | 1 444                            | 1 373                            | 1 329                            | 1 276                            | 1 200                            | 1 076                            |

## Património
- Capela de Nossa Senhora da Conceição
- Capelas de Santo Amaro, de São Jorge e da Senhora do Desterro
- Cruzeiro
- Casa dos Távoras

## Economia
A actividade agrícola mantem-se ainda como predominante na ocupação dos seus moradores, a ela se dedicando cerca de 70% dos mesmos, fundamentalmente no cultivo de hortícolas, batata, vinho, milho e, por fim, o tabaco. Note-se, assim, que especialmente no caso do cultivo desta planta, o objectivo dos agricultores tem já em vista a obtenção de lucros e a rentabilização da sua actividade.
Apesar de tudo, uma larga maioria dos agricultores ainda dirige a sua produção apenas para o autoconsumo.
Outras actividades, englobadas no sector primário da economia nacional, têm o seu peso na criação de riqueza em Sepins, tal como as vacarias e a criação de gado caprino.
O sector secundário, apesar de não ser desconhecido no povoado, não alcançou ainda uma importância assinalável, registando-se a actividade exercida por unidades industriais de serração de madeiras e outras pequenas indústrias.